# Thoigné
Thoigné ist eine französische Gemeinde mit 165 Einwohnern (Stand: 1. Januar 2022) im Département Sarthe in der Region Pays de la Loire; sie gehört zum Arrondissement Mamers und zum Kanton Mamers. Die Einwohner werden Thoignéens genannt.

## Geographie
Thoigné liegt etwa 33 Kilometer nordnordöstlich von Le Mans. Hier entspringt die Flüsschen Orthon und Bandelée (auch Gandelée genannt). Umgeben wird Thoigné von den Nachbargemeinden Les Mées im Norden, Courgains im Norden und Osten, Dangeul im Süden sowie René im Westen.

## Bevölkerungsentwicklung
| 1962                      | 1968 | 1975 | 1982 | 1990 | 1999 | 2006 | 2013 |
| ------------------------- | ---- | ---- | ---- | ---- | ---- | ---- | ---- |
| 232                       | 213  | 168  | 147  | 132  | 130  | 160  | 162  |
| Quelle: Cassini und INSEE |      |      |      |      |      |      |      |

## Sehenswürdigkeiten
- Kirche Saint-Martin
- altes Pfarrhaus, ehemaliges Herrenhaus